# Platycerota percrinita
Platycerota percrinita är en fjärilsart som beskrevs av Louis Beethoven Prout 1932. Platycerota percrinita ingår i släktet Platycerota och familjen mätare. Inga underarter finns listade i Catalogue of Life.